# Ricky Taylor
Ricky Taylor, né le 3 août 1989, est un pilote automobile américain engagé à partir de 2008 en Rolex Sports Car Series.
Depuis 2014, il partage le volant de sa Corvette DP avec son frère, Jordan en United SportsCar Championship au sein de l'écurie de son père Wayne Taylor, le Wayne Taylor Racing.

## Palmarès
- Rolex Sports Car Series

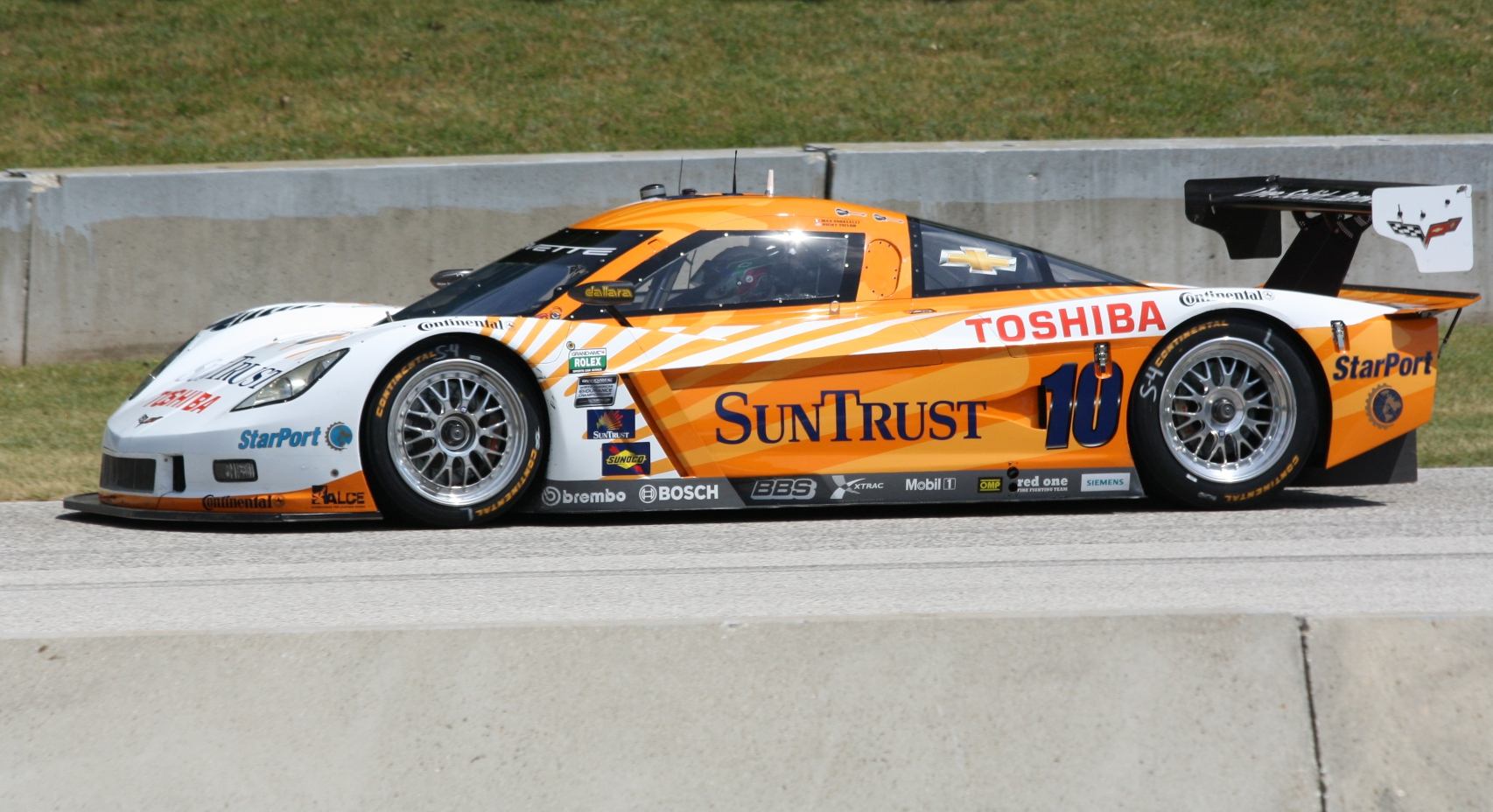
La corvette DP en Rolex Sports car Series 2012

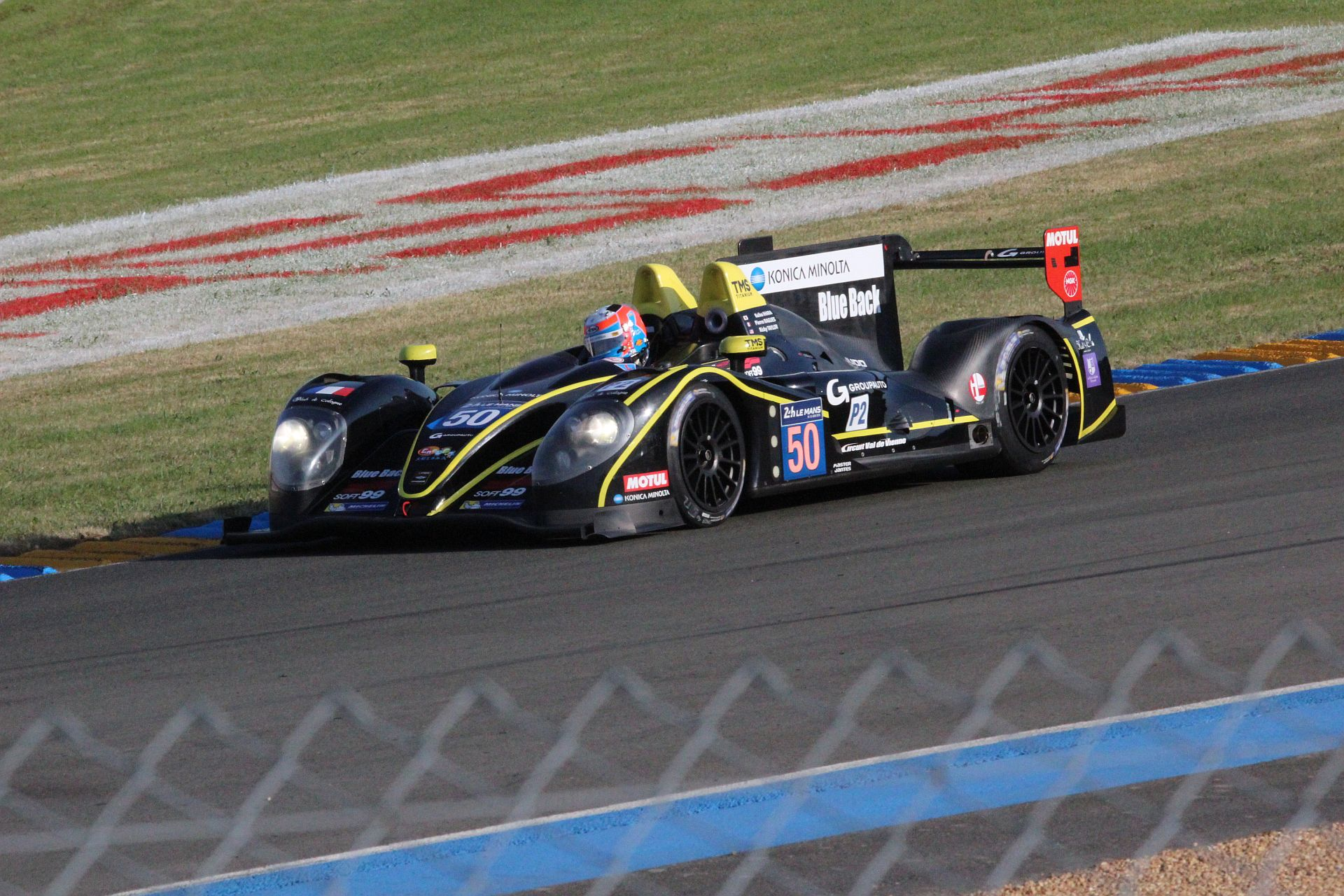
La Morgan LMP2 au Mans en 2014

  - Vice-champion dans la catégorie Prototype en 2011 en compagnie de Max Angelelli
  - Vainqueur des 6 Heures de Watkins Glen en 2011
  - Sept victoires entre 2010 et 2012 dans la catégorie DP

- United SportsCar Championship
  - Vice-champion dans la catégorie Prototype en 2014 en compagnie de son frère Jordan
  - Vainqueur du Petit Le Mans 2014
  - Vainqueur des 24 Heures de Daytona et des 12 Heures de Sebring 2017
  - Neuf victoires entre 2014 et 2017

## Résultats aux 24 Heures du Mans[1]
| Année | Voiture                   | Équipe                | Équipiers                               | Résultat |
| ----- | ------------------------- | --------------------- | --------------------------------------- | -------- |
| 2013  | Chevrolet Corvette C6 ZR1 | Larbre Compétition    | Patrick Bornhauser / Julien Canal       | 29e      |
| 2014  | Morgan LMP2               | Larbre Compétition    | Keiko Ihara / Pierre Ragues             | 14e      |
| 2016  | Chevrolet Corvette C7.R   | Corvette Racing - GM  | Jan Magnussen / Antonio García          | 25e      |
| 2017  | Riley Mk. 30              | Keating Motorsports   | Ben Keating / Jeroen Bleekemolen        | 47e      |
| 2018  | Ligier JS P217            | Jackie Chan DC Racing | Côme Ledogar / David Heinemeier Hansson | Abd.     |
| 2019  | Oreca 07                  | Jackie Chan DC Racing | David Heinemeier-Hansson / Jordan King  | Abd.     |